# NOW ON AIRのLOVE!おんえあ〜
『NOW ON AIRのLOVE!おんえあ〜』（ナウオンエアーのラブおんえあ〜）は、文化放送超!A&G+にて配信された動画ラジオ番組。

## 概要
次世代声優オーディション「キミコエ・オーディション」での合格者による声優ユニット「NOW ON AIR」のメンバーがパーソナリティを務めた動画ラジオ番組。

## パーソナリティ
- 飯野美紗子
- 岩淵桃音
- 片平美那
- 神戸光歩
- 鈴木陽斗実
- 田中有紀

## 配信時間
- 超!A&G+
  - 毎週土曜日 16:30 - 17:00（2016年10月8日 - 2017年9月30日）
- AG-ON
  - 毎週日曜日更新（2016年10月9日 - 2017年5月28日）
- AG-ON Premium
  - 毎週日曜日更新（2017年6月4日 - 10月1日）

## 番組内容
NOW ON AIRの質問リレー
パーソナリティから選抜された2人が聴き手と回答者に分かれ、インタビュー方式で質問に答えていくコーナー。
無理やりこじつけ中〜〜〜!
ランダムに選ばれた6つのセリフを用いてパーソナリティが即興劇をしていくコーナー。
セリフ配信中〜〜〜!
出題されたシチュエーションにおいて、パーソナリティが丁度いいセリフを考えていくコーナー。
LOVEについて講義中〜〜〜!
パーソナリティの内の1人が他のパーソナリティに向けて「LOVE」について共感を得られるように講義していくコーナー。
超応援型ジングル
リスナーから募集した「今、応援して欲しいこと」を、パーソナリティが番組ジングルとして発表する。